# Pachypasa albofasciata
Pachypasa albofasciata är en fjärilsart som beskrevs av Aurivillius 1921. Pachypasa albofasciata ingår i släktet Pachypasa och familjen ädelspinnare. Inga underarter finns listade i Catalogue of Life.